# Renovación de la carga
La renovación de la carga es un proceso propio al motor de combustión interna alternativo, en los que la transformación de la energía calorífica del combustible en energía mecánica aplicada al pistón y de éste al cigüeñal se hace de modo cíclico. En la fase de admisión entra aire puro en el motor diésel o mezcla aire/combustible en el motor de gasolina ciclo Otto; una vez realizada la combustión los gases resultantes son expulsados en la fase de escape. Es decir la renovación de la carga está constituida por la fase de escape y la fase de admisión. En el motor de 4 tiempos (4T) se hacen en fases
diferentes, en el dos tiempos (2T) estas dos fases se realizan de modo simultáneo.

Motor de cuatro tiempos de gasolina, DOHC, siendo las fases 4 (escape) y 1 (admisión) las de renovación de la carga.

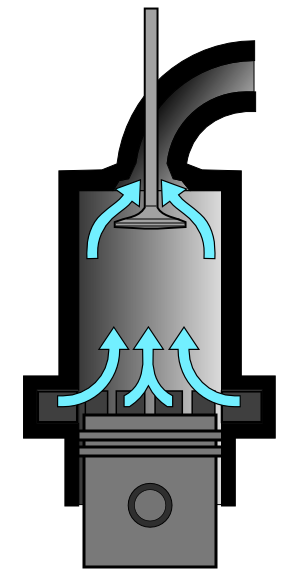
Renovación de la carga en un diesel 2T: admisión por lumbreras y escape por válvulas.